# Cicurina yuelushanensis
Espèce
Cicurina yuelushanensis est une espèce d'araignées aranéomorphes de la famille des Cicurinidae.

## Distribution
Cette espèce est endémique du Hunan en Chine,. Elle se rencontre sur le mont Yuelu.

## Description
Le mâle holotype mesure 3,90 mm et la femelle paratype 3,63 mm, les mâles mesurent de 3,63 à 3,90 mm et les femelles de 3,61 à 4,48 mm.

## Systématique et taxinomie
Cette espèce a été décrite par Wang, Zhou et Peng en 2019.

## Étymologie
Son nom d'espèce, composé de yuelushan et du suffixe latin -ensis, « qui vit dans, qui habite », lui a été donné en référence au lieu de sa découverte, le mont Yuelu.

## Publication originale
- Wang, Zhou & Peng, 2019 : « Four new species of the spider genus Cicurina Menge, 1871 from China (Araneae: Dictynidae). » Zootaxa, no 4615(2), p. 351-364.